# Марк Лі
Марк Лі (англ. Mark Lee, нар. 2 серпня 1999, Торонто, Канада), відомий за сценічним мононімом як Марк (кор. 마크) — народжений у Канаді репер та автор пісень корейського походження, що здобув популярність у Південній Кореї завдяки участі в бойз-бенді NCT та його саб'юнітах NCT U, NCT 127 та NCT Dream. Вперше дебютував 9 квітня 2016 року із саб'юнітом NCT U, коли відбувся реліз цифрового синглу «7th Sense». Також він є членом «супергурту» SuperM, який дебютував у жовтні 2019 року.

## Кар'єра

### 2013—2015: стажування в SM
У 2012 Марк потрапив до SM Entertainment через SM Global Auditions у Канаді.
У грудні 2013 року Марк був представлений як учасник SM Rookies — переддебютної навчальної команди SM Entertainment.
У 2014 році Марк з'явився в реаліті-шоу іншого гурту SM Entertainment — EXO під назвою Ехо 90:2014. У цьому шоу брали участь й інші учасники SM Rookies; спільно вони виконували популярні k-pop пісні та відтворювали k-pop відеокліпи 90-х років.
У 2015 році Марк разом з іншими учасниками програми SM Rookies з'явився у південнокорейській версії телеканалу Disney у телепередачі The Mickey Mouse Club. Вона виходила з 23 липня по 17 грудня 2015 року.

### 2016— сьогодення: участь у проєктіNCTта сольні починання
У квітні 2016 року SM Entertainment підтвердив, що Марк разом із п'ятьма іншими учасниками SM Rookies дебютуватимуть як учасники проєкту NCT та його першого саб'юніту NCT U. 9 квітня Марк разом із Тейоном, Дойоном, Теном та Джехьоном дебютували з цифровим синглом «The 7th Sense» в написанні якого взяли участь він та Тейон.
У липні 2016 року SM підтвердив, що Марк стане учасником другого саб'юніту NCT — NCT 127, до складу якого також увійшли Тейон, Теїль, Юта, Джехьон, ВінВін та Хечан. 10 липня 2016 року вони дебютували із треком «Fire Truck».
У серпні 2016 року SM заявив, що Марк стане учасником третього саб'юніту NCT — NCT Dream, до складу якого також Ренджун, Джено, Джемін, Хечан, Ченле та Джісон. Дебют цього саб'юніту відбувся 4 серпня 2016 року з синглом «Chewing Gum».
У вересні 2016 року Марк взяв участь у записі саудтреку до дорами телеканалу KBS Sweet Stranger and Me.. Це стало першим його сольним проєктом після дебюту в NCT.
У січні 2017 року Марк став учасником шоу на виживання High School Rapper телеканалу Mnet. Він потрапив до фіналу шоу, де за участю Сильгі з Red Velvet виконав оригінальну пісню «Drop». Згодом він посів 7 місце.
У липні 2017 року Марк разом із Сюміном із EXO випустив сингл «Young & Free», що був представлений у рамках проєкту SM Station.У тому ж місяці Марк з'явився в першому сезоні музичного естрадного шоу Snowball Project. Разом із співаком Паком Джеджуном він записав сингл «Lemonade Love», який вийшов 21 липня теж через SM Station.
У лютому 2018 року Марка було названо одним із головних ведучих музичної телепрограми Show! Music Core. Він покинув програму в січні 2019 року, щоб зосередити свою увагу на діяльності NCT 127. У травні 2018 року він став постійним учасником акторського складу в реальному телешоу телеканалу MBC It Dangerous Beyond The Blankets. У жовтні 2018 року Марк разом із Джой (Red Velvet) випустив пісню "Dream Me, що увійшла до саундтреку дорами KBS The Ghost Detective.
31 грудня 2018 року Марк став першим учасником, який офіційно випустився із NCT Dream.
7 серпня 2019 року Марка було оголошено членом супергурту SuperM — «супергурту», створеного SM Entertainment у співпраці з Capitol Records і розрахованого на просування на ринок США. Дебютний мініальбом SuperM вийшов 4 жовтня 2019 року з головним синглом «Jopping».Дебютний мініальбом SuperM вийшов 4 жовтня 2019 року з головним синглом «Jopping».
14 квітня 2020 року лейбл повідомив, що Марк повернеться до участі у NCT Dream, система «вступів» та «випусків» якого віднині скасовувалась.
Його першим записом у відновленому складі став трек «Déjà Vu» в альбомі NCT 2020 Resonance.
4 лютого 2022 року вийшов його сольний сингл «Child» у рамках проєкту NCT Lab.
У 2022 році бренд Polo Ralph Lauren обрав Марка як свого амбасадора.

## Нагороди та номінації
| Рік  | Нагорода                      | Категорія                                | Номінація        | Результат | Джерело |
| ---- | ----------------------------- | ---------------------------------------- | ---------------- | --------- | ------- |
| 2018 | 18th MBC Entertainment Awards | Rookie Award in Music / Talk Show — Male | Show! Music Core | Номінація | [ 26 ]  |
| 2022 | Asian Pop Music Awards        | Top 20 Song of the Year (Overseas)       | «Child»          | Перемога  | [ 27 ]  |